# Samotwór

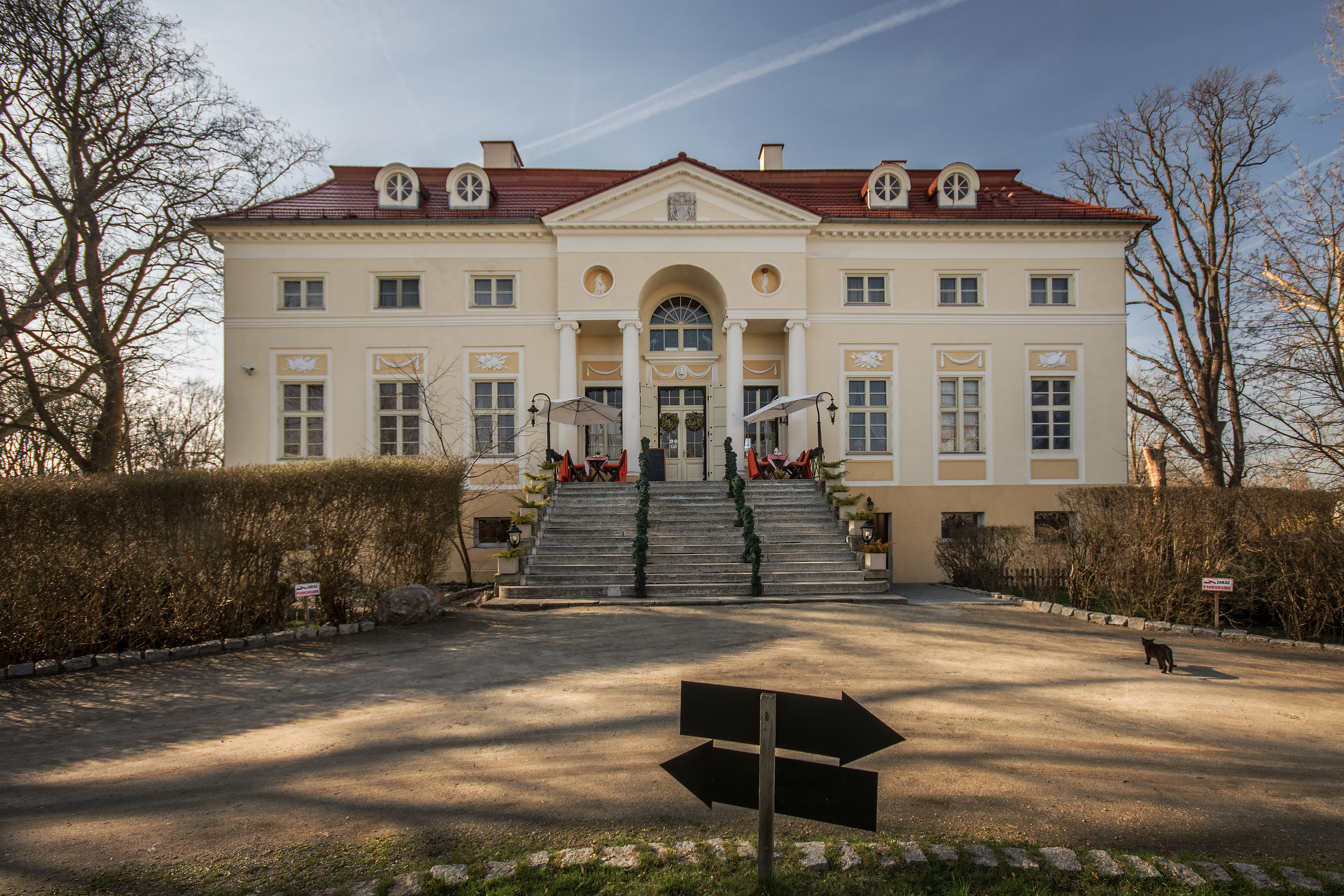
Schloss Romberg

Samotwór (deutsch: Romberg) ist ein Ort in der Stadt- und Landgemeinde Kąty Wrocławskie (Kanth) im Powiat Wrocławski der Woiwodschaft Niederschlesien in Polen.

## Lage
Nachbarorte sind Gałów (Groß Gohlau) im Westen, Skałka (Schalkau) im Süden, Jarnołtów (Arnoldsmühle) im Norden, Kębłowice (Kammelwitz) im Südosten.

## Geschichte
Der Ort wurde urkundlich mit folgenden Namen erwähnt: 1274 „Samothworn“, 1313 „Ronenberg“ auch „Santphor“, 1350 „Zamovor sive Ronow“, 1360 „Sampfor“, 1406 „Samptfor“, 1422 „Ronenburgk“ sonst „Sampfor“, 1406 „Samptfor“, 1422 „Ronenburgk“ sonst „Sampfor“, 1514 „Ronenbergk“. Es gehörte es zum Herzogtum Breslau, das von den Schlesischen Piasten regiert wurde und nach dem Tod des Herzogs Heinrich VI. 1335 als erledigtes Lehen an die Krone Böhmen fiel. Nach dem Ersten Schlesischen Krieg wurde Romberg mit dem größten Teil Schlesiens 1741/42 von Preußen erobert. Besitzer war 1845 ein Graf Zedlitz-Trützschler. Damals zählte das Dorf 26 Häuser, ein Schloss, ein Vorwerk, 216 Einwohner (87 katholisch und der Rest evangelisch), evangelische und katholische Kirche zu Hermannsdorf (Parochie Neukirch), eine Wassermühle mit drei Einwohnern und drei Krämer. Romberg gehörte bis 1945 zum Landkreis Breslau. 
Als Folge des Zweiten Weltkriegs fiel Romberg 1945 an Polen und wurde in Samotwór umbenannt. Die deutsche Bevölkerung wurde, soweit sie nicht vorher geflohen war, 1946/47 vertrieben. Die neu angesiedelten Bewohner waren teilweise Zwangsumgesiedelte aus Ostpolen, das an die Sowjetunion gefallen war. Von 1975 bis 1998 gehörte Samotwór zur Woiwodschaft Breslau.

## Sehenswürdigkeiten
- Schloss Romberg[2]